# IRT Dyre Avenue Line
A Linha da Avenida Dyre (IRT), em inglês:  IRT Dyre Avenue Line é uma das linhas de trânsito rápido do metrô de Nova Iorque. Foi inaugurada em 15 de maio de 1941 (83 anos). Esta linha é uma secção da rede ferroviária que é operada pelo IRT (em inglês:  Interborough Rapid Transit Company), que é uma subdivisão da Divisão A do Metrô de Nova Iorque.